# Yōmei Tennō
Yōmei Tennō (用明天皇?) (¿518? – 587) fue el 31.º emperador de Japón, según el orden tradicional de sucesión. Reinó entre 585 y 587.
Es llamado Tachibana no Toyohi no Mikoto (橘豊日尊) en el Nihonshoki. También es mencionado como el Príncipe Ōe (大兄皇子 Ōe no Miko?,  literalmente “príncipe heredero”) y el Príncipe Ikebe (池辺皇子 Ikebe no Miko?) por el nombre del palacio en donde vivió.

## Genealogía
Fue el cuarto hijo de Kinmei Tennō y su madre fue Soga no Kitashihime, hija de Soga no Iname.
En 586, tomó a su media hermana, la Princesa Hashihoto no Anahobe (穴穂部間人皇女 Hashihito no Anahobe no Himemiko?), cuya madre era otra de las hijas de Iname, como consorte. Con la Princesa Hashihito no Anahobe tuvo cinco hijos, incluyendo el Príncipe Shōtoku, quien sería príncipe heredero y regente de la Emperatriz Suiko. Adicionalmente el Nihonshoki registró que el Emperador Yōmei tuvo otras tres concubinas.

## Biografía
Asumió el trono en 586 tras la muerte de su hermano mayor, Bidatsu Tennō. Los cortesanos más influyentes del reinado del Emperador Bidatsu, Mononobe no Moriya y Soga no Umako, permanecieron durante el reinado de Yōmei Tennō. Umako era hijo de Soga no Iname no Sukune, y por lo tanto, era primo del Emperador Yōmei.

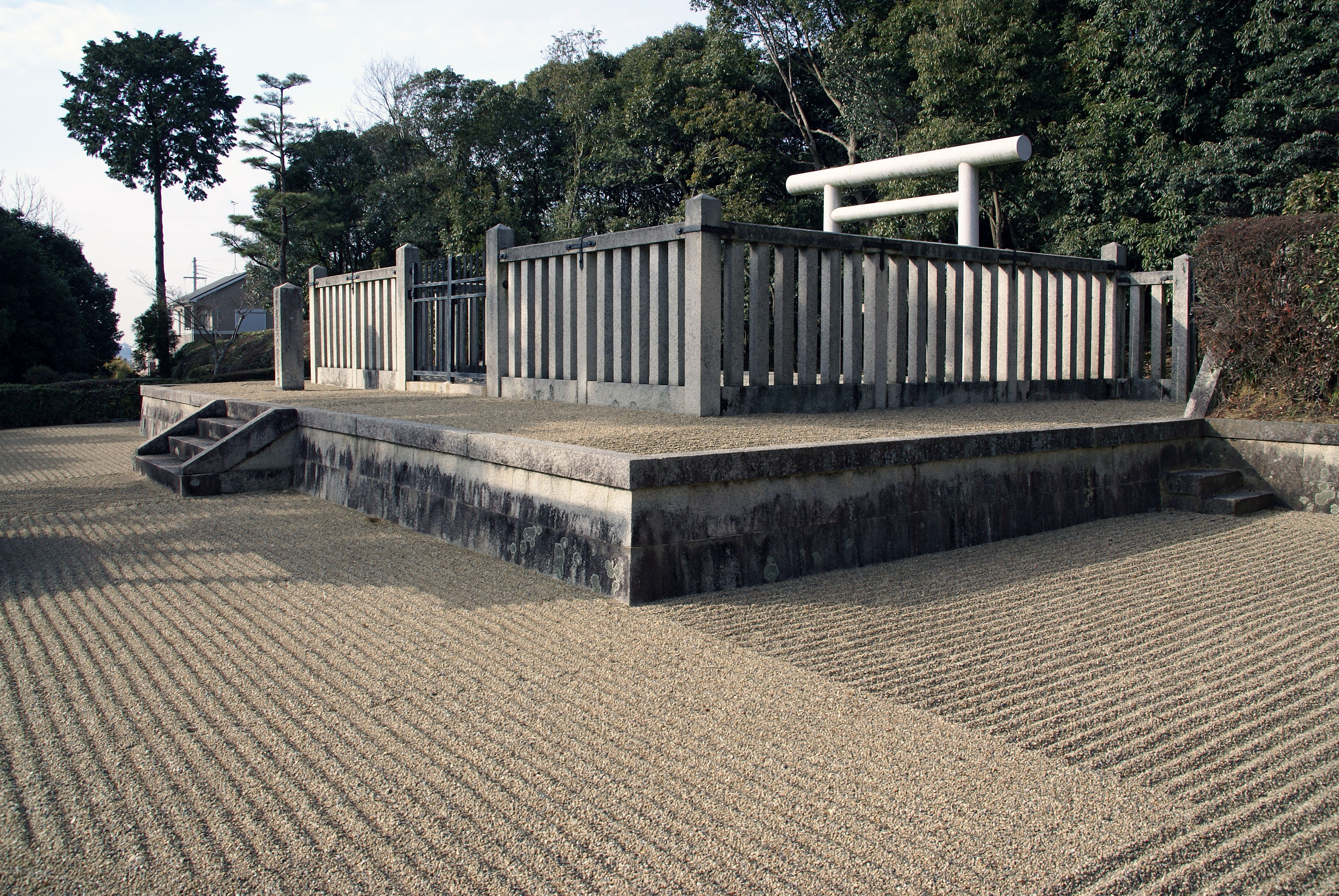
El mausoleo (misasagi) de Yōmei Tennō en Osaka.

El emperador tuvo un reinado muy corto de dos años, y fallece en 587, a la edad de 69 años.
A pesar de su brevedad, el emperador era un simpatizante del budismo y creó tensiones entre los simpatizantes del sintoísmo, quienes se oponían a la introudcción del budismo. Yōmei, como otros emperadores japoneses de la época tuvieron una actitud ambigua con las dos religiones. A él se le atribuye la frase:

"El Emperador cree en la ley de Buda y sigue al mismo tiempo la vía de los dioses (el sintoísmo)."

Durante la muerte del emperador, se inicia un incidente liderado por Yuge no Moriya no Muraji, quien era el simpatizante más influyente de los sintoístas, y conspiró junto con el hermano del fallecido emperador, el Príncipe Anahobe. Las fuerzas pro-budistas lideradas por el Príncipe Shōtoku y Soga no Umako no Sukune derrotan a los sintoístas poco después.
Según la documentación, el Emperador Yōmei pudo haber muerto por enfermedad, pero la disputa religiosa y la brevedad de su reinado indican la posibilidad de que pudo haber sido asesinado por Moriya y el Príncipe Anahobe.
Se conoce el lugar de la tumba de Yōmei y es venerado tradicionalmente en un monumento conmemorativo de un santuario sintoísta (misasagi) en Osaka. La Agencia de la Casa Imperial designa este lugar como mausoleo de Yōmei. Su nombre formal es Kōchi no Shinaga no hara no misasagi.